# Visszavágó (film)
A Visszavágó (eredeti cím: Payback) egy 1999-ben bemutatott amerikai krimi-akciófilm, ami egy tolvaj bosszúhadjáratáról szól. A filmet Brian Helgeland rendezte, a főszereplő Mel Gibson, a további fontos szerepeket Gregg Henry, Lucy Liu, Maria Bello, James Coburn és Kris Kristofferson alakítják. A film alapjául Donald E. Westlake The Hunter című könyve, és az az alapján készült 1967-es, Lee Marvin főszereplésével készült Point Blank című krimi szolgált.

## Történet
A film főhőse Porter, az egyszerű tolvaj, aki alapvető korrektségre törekszik, még a bűnözésben is. A legutolsó akciója során is, amiben a haverjával, Vallal kirabolnak egy kínai bandát, a zsákmány elosztása és az elszelelés lebeg a szeme előtt, ám Val csúnyán átveri: Porter feleségével szövetkezve lelövi a férfit, majd halottnak gondolva otthagyják. Porter azonban túléli a támadást, felépül és ezután hidegvérű bosszúhadjáratba fog, hogy visszaszerezze a zsákmányból neki járó hetvenezer dollárt. A feleségéhez indul először, aki hamarosan meghal drogtúladagolásban. Az asszony drogszállítójától kezdődően azonban se embert se istent nem ismerve indul el Val és a pénz nyomába, fegyverrel vagy ököllel kikényszerítve a válaszokat. Megtudja, hogy Val időközben felküzdötte magát a "Céhbe", a hírhedt bűnözői szindikátusba, és azt is, hogy nekik fizette be a hiányzó összeget, így velük is kénytelen összeakaszkodni. Közben korrupt rendőrökkel, a kínai bűnözőkkel, és Val barátnőjével, Pearlel, a dominával is meggyűlik a baja, Porter azonban mindig feltalálja magát, és ügyességének köszönhetően mindig sikeresen vágja ki magát, vagy intézi el támadóit. Harcában egyetlen szövetségese a luxusprosti Rosie, akinek korábban a sofőrje volt, és aki segít neki ahogy lehet. A kezdeti ügyessége azonban lehet kevés lesz, ahogy egyre magasabb szintű bűnözőkkel rúgja össze a port a "piti" pénzéért...

## Szereposztás
| Szerep           | Színész            | Magyar hang            |
| ---------------- | ------------------ | ---------------------- |
| Porter           | Mel Gibson         | Sörös Sándor           |
| Val Resnic       | Gregg Henry        | Sinkovits-Vitay András |
| Rosie            | Maria Bello        | Fehér Anna             |
| Pearl            | Lucy Liu           | Timkó Eszter           |
| Arthur Stegman   | David Paymer       | Kassai Károly          |
| Hicks nyomozó    | Bill Duke          | Hankó Attila           |
| Leary nyomozó    | Jack Conley        | Barbinek Péter         |
| Carter           | William Devane     | Sztankay István        |
| Justin Fairfax   | James Coburn       | Bitskey Tibor          |
| Bronson          | Kris Kristofferson | Gáti Oszkár            |
| Mrs. Lynn Porter | Deborah Kara Unger | Báthory Orsolya        |
| Johnny Bronson   | Trevor St. John    | Markovics Tamás        |
| Kövér taxis      | Doc Duhame         | Bognár Tamás           |

## Érdekességek
Amikor szóba került, hogy a John Boorman által rendezett Point Blank alapján készülnek filmet forgatni maga Gibson sietett a project segítségére és a saját cégével valósította meg a filmváltozatot mindamellett, hogy a főszerepet is eljátszotta. Később azonban összekülönbözött a rendező Brian Helgelanddal, mivel az nem vette figyelembe a javaslatait, ezért Gibson kirúgta, és a film utolsó harmadát más rendezővel és forgatókönyvíróval fejezte be. A rendezést állítólag Richard Donner végezte, de az is lehet, hogy maga Gibson, mindenesetre a forgatókönyvbe Gibson íratta be például azt a részt is, ahol kalapáccsal törik el két lábujját, mivel azok a filmek, ahol az általa játszott karaktereket megkínozták állítólag ettől is sikeresek lettek, így ezzel itt is be akarta ezt biztosítani.

Ennek kapcsán Helgeland 2005-ben készített egy rendezői változatot is DVD-re, amiből értelemszerűen javarészt Gibson közreműködései hiányoztak. Ebben a mintegy tíz perccel rövidebb változatban hiányzik például Kris Kristofferson karaktere, vagy Porter kommentárjai, ahogy a kínzásjelenet is. A lemezre viszont rákerült a rendező kommentárja, egy dokumentumfilm és egy interjú Donald E. Westlake-el is.